# KHL Mladost Zagrzeb
KHL Mladost Zagrzeb – chorwacki klub hokejowy z siedzibą w Zagrzebiu.

## Sukcesy

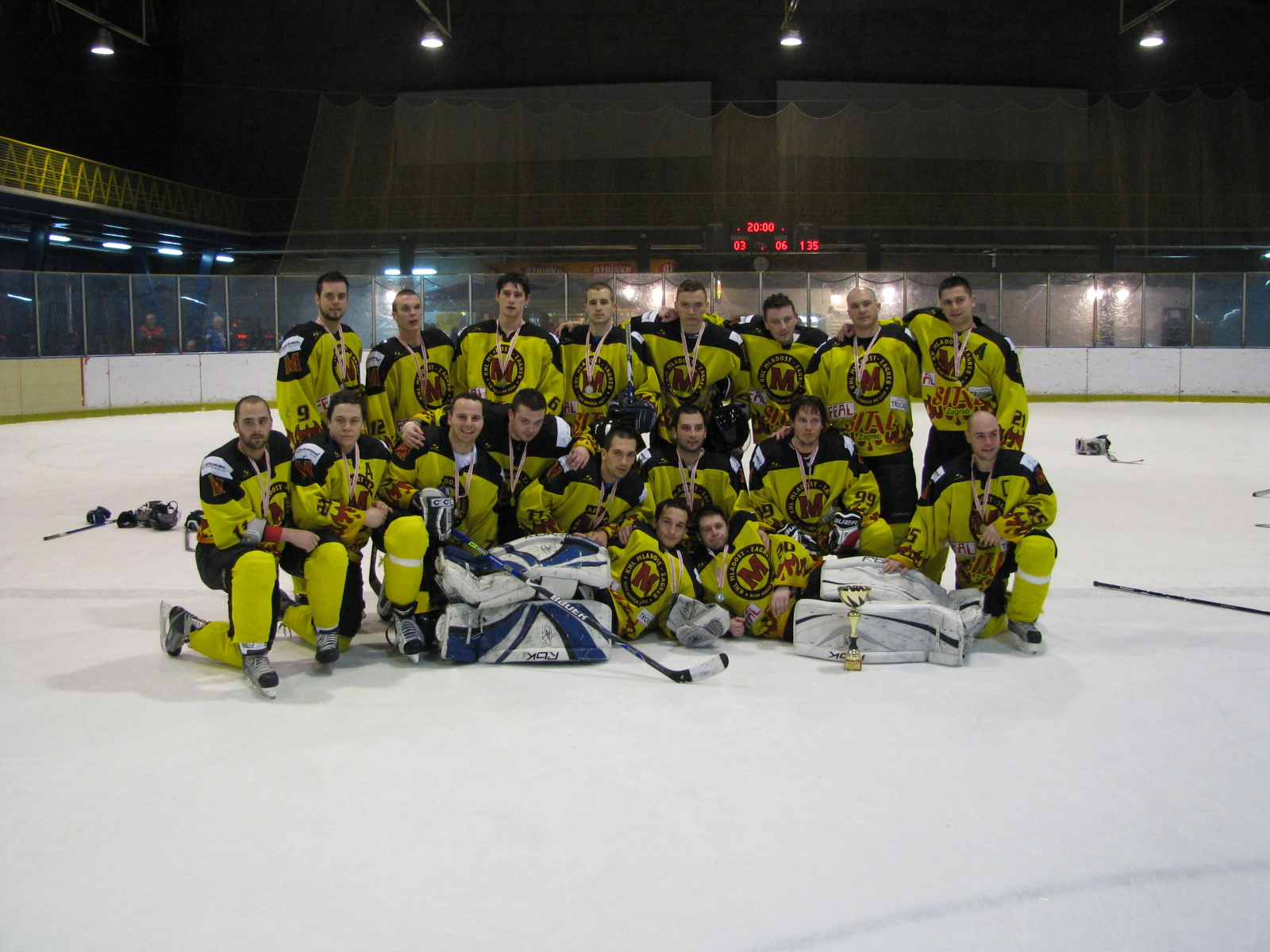
Zdjęcie drużyny (2010)

- Mistrz Jugosławii: 1947, 1949,
- Mistrz Chorwacji: 2008
- Mistrzostwo Panońskiej ligi: 2008